# Stieglitz-Brockdorff

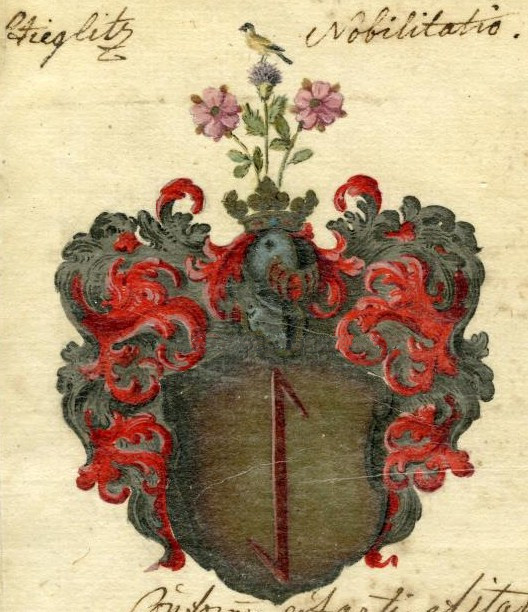
Wappen derer von Stieglitz von 1776

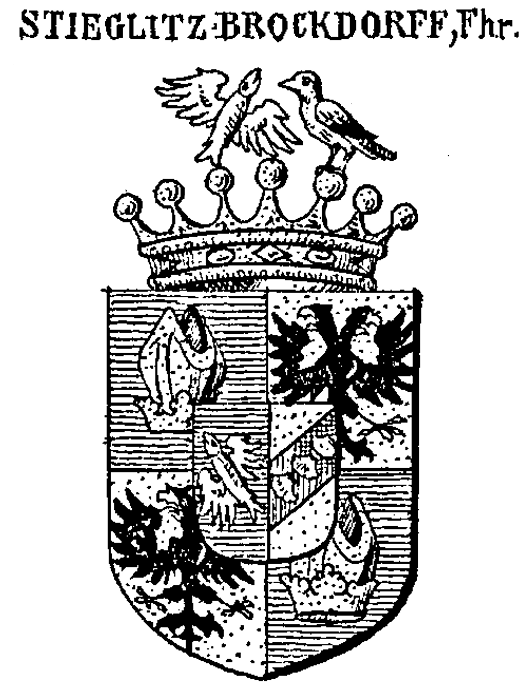
Wappen der Freiherren von Stieglitz-Brockdorff von 1790 in Siebmachers Wappenbuch

Stieglitz-Brockdorff (bis 1790 nur Stieglitz) ist der Name eines erloschenen deutsch-dänischen Adelsgeschlechts.
Die Familie ist zu unterscheiden von dem wappenverschiedenen, nicht stammverwandten sächsischen Adelsgeschlecht Stieglitz und von dem ebenfalls wappenverschiedenen, nicht stammverwandten deutsch-baltischen Adelsgeschlecht Stieglitz.

## Geschichte
Am 15. April 1776 wurde in Wien Wilhelm Stieglitz, hessen-kasselischer Regimentsoberst im Leib-Dragoner-Regiment des regierenden Landgrafen, und sein von ihm adoptierter Schwestersohn Wilhelm Theophilus Stieglitz genannt Nieß (* 1749; † 1802), Lieutenant des hessen-kasselischen Garderegiments (1774 noch Second-Lieutenant ebendort, als Wilh. Theophil. Nies), in den Adelsstand mit „von“ erhoben. Gleichzeitig wurde ihnen die Bewilligung, sich nach zu erwerbenden Gütern zu nennen, und die Lehnsbesitzfähigkeit erteilt.
Wilhelm von Stieglitz wurde noch 1780 und 1781, im Rang Generalmajor des Leib-Dragoner-Regiments des Landgrafen, und ausgezeichnet als Ritter des Ordens Pour la vertu militaire, im hessen-kasselischen Staatskalender verzeichnet.

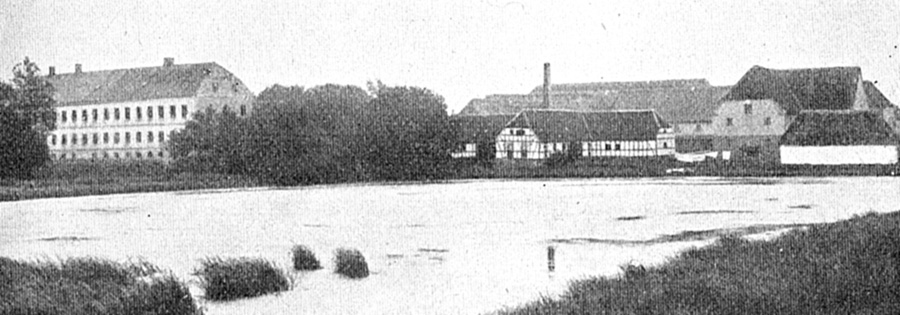
Das Herrenhaus auf Baronie Scheelenborg, um 1900

Am 5. November 1790 erhielt dessen oben genannter Neffe und Adoptivsohn Wilhelm Theophilus von Stieglitz, hessen-kasselischer Forstjunker, seit 1787 verheiratet mit der dänischen Baronesse Charlotte Amalie von Brockdorff (* 1752; † 1811), Erbtochter der Baronie Scheelenborg, geschiedene Baronin Buchwald-Brockdorff, ein königlich-dänisches Freiherrenpatent, das ihm auch eine Vereinigung mit dem Familiennamen und -wappen seiner Frau gestattete.
Wilhelm Theophilus Baron von Stieglitz-Brockdorff wurde späterhin als hessischer Oberforstmeister tituliert und starb am 5. August 1802 in Pyrmont. Das Ehepaar Stieglitz-Brockdorff hinterließ keine Söhne, sodass die Familie mit dem Tod von Wilhelm Theophilus von Stieglitz im Mannesstamm ausstarb. Die Baronie Scheelenborg wurde über seine Tochter, Sophie Frederica Baronesse von Stieglitz-Brockdorff (* 1790; † 1874), verheiratete Baronin Juel-Brockdorff-Scheelenborg, vererbt.

## Wappen
- Blasonierung des Wappens von 1776: In Gold (oder Silber?) eine pfahlweise gestellte rote Wolfsangel. Auf dem gekrönten Helm mit rot-silbernen Helmdecken zwei rosa Rosen am Stiel, dazwischen eine Distel, auf der ein natürlicher Stieglitz (auch „Distelfink“ genannt) sitzt.
- Blasonierung des Freiherrenwappens derer von Stieglitz-Brockdorff von 1790: Geviert von Blau und Gold mit einem von Blau und Gold gespaltenen Herzschild, darin rechts der schrägeinwärts gestellte geflügelte silberne Fisch (Stammwappen derer von Brockdorff), links ein mit drei silbernen Pilgermuscheln hintereinander belegter roter Schräglinksbalken (Stammwappen derer von Vietinghoff-Scheel). Felder 1 und 4 eine goldene Mitra aus einer goldenen Krone wachsend, Felder 2 und 3 ein rot bewehrter schwarzer Doppeladler. Auf dem Schild eine siebenperlige Freiherrenkrone, auf deren dritter Perle der brockdorf’sche Fisch schrägeinwärts, auf der fünften Perle ein natürlicher Stieglitz.[7]

Der freiherrliche Wappenschild von 1790 ist identisch mit dem Freiherrenwappen derer von Brockdorff af Scheelenborg von 1691, welches wiederum nahezu identisch ist mit dem Wappenschild der Barone Vietinghoff-Scheel, von denen die brockdorff’sche Baronie Scheelenborg ursprünglich stammt. 1691 wurde im freiherrlichen Brockdorff-Wappen lediglich der brockdorff’sche geflügelte Fisch im Herzschild ergänzt. 1790 wurde beim Wappen Stieglitz-Brockdorff unter Weglassung des Helms auf eine neunperlige Freiherrenkrone, die auf dem Schild ruht, neben den einwärts-gekehrten Brockdorff-Fisch lediglich der Stieglitz aus der Helmzier des Stieglitz-Wappens von 1776 gesetzt. 

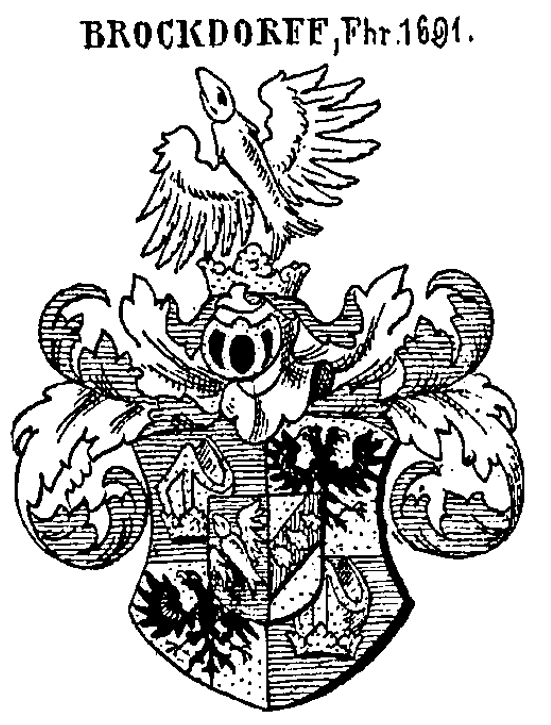
Wappen der Freiherren von Brockdorff af Scheelenborg von 1691 in Siebmachers Wappenbuch
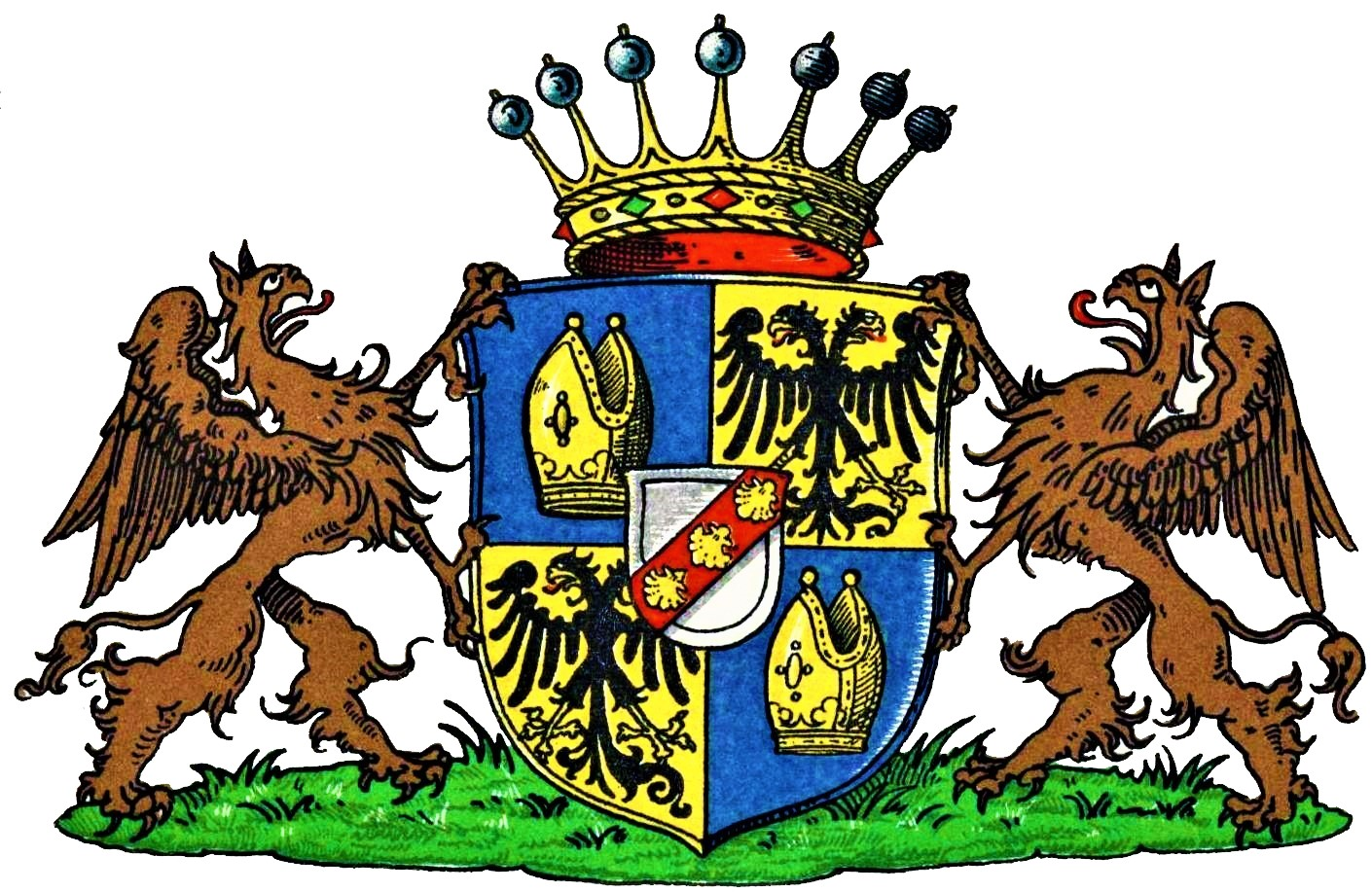
Wappen der Barone von Vietinghoff-Scheel 1680 im Wappenbuch des Westfälischen Adels
Wappen der Barone von Vietinghoff-Scheel im Baltischen Wappenbuch